# NGC 2030
NGC 2030 — эмиссионная туманность в созвездии Золотая Рыба.
Этот объект входит в число перечисленных в оригинальной редакции «Нового общего каталога».
Координаты NGC 2030 и NGC 2029 поменялись местами в Общем и в Новом общем каталогах, в результате ESO перепутала эти объекты.